# サン・ライムンドEC (パラー州)
サン・ライムンドEC (ポルトガル語: São Raimundo Esporte Clube) は、ブラジル・パラー州サンタレンを本拠地とするサッカークラブである。ブラジルには同名のクラブが複数存在するため、パラー州の略称を表す「PA」を付けてサン・ライムンド-PA (São Raimundo-PA) と表記されることがある。
サンライムンドECは1944年1月9日にアマチュアサッカー選手の一団によって創設された。クラブ名は聖ライムンド・ノンナートから付けられた。サンライムンドは2005年にカンピオナート・ブラジレイロ・セリエCに参戦し、第2ステージに達したところでアマゾナス州のナシオナルFC (アマゾナス州)に敗れた。2009年のカンピオナート・パラエンセ（パラー州選手権）では、決勝でパイサンドゥSCに敗れ準優勝した。2009年にカンピオナート・ブラジレイロ・セリエDに参戦し、決勝でマカエEFCを下して優勝した。

## タイトル

### 国内タイトル
- カンピオナート・ブラジレイロ・セリエD : 1回
  - 2009

### 国際タイトル
なし

## 過去の成績
| セリエA優勝 | セリエA準優勝 | 上位リーグ昇格 | 下位リーグ降格 |
| シーズン | リーグ  | 順位     | 勝点     | 試合数   | 勝       | 分       | 敗       | 得点     | 失点     |
| -------- | ------- | -------- | -------- | -------- | -------- | -------- | -------- | -------- | -------- |
| 2007     | セリエC | 参戦せず | 参戦せず | 参戦せず | 参戦せず | 参戦せず | 参戦せず | 参戦せず | 参戦せず |
| 2008     | セリエC | 参戦せず | 参戦せず | 参戦せず | 参戦せず | 参戦せず | 参戦せず | 参戦せず | 参戦せず |
| 2009     | セリエD | 1位      | 28       | 16       | 8        | 4        | 4        | 29       | 20       |
| 2010     | セリエC | 20位     | 3        | 8        | 0        | 3        | 5        | 8        | 15       |
| 2011     | セリエD | 27位     | 10       | 8        | 2        | 4        | 2        | 9        | 8        |
| 2012     | セリエD | 参戦せず | 参戦せず | 参戦せず | 参戦せず | 参戦せず | 参戦せず | 参戦せず | 参戦せず |
| 2013     | セリエD | 参戦せず | 参戦せず | 参戦せず | 参戦せず | 参戦せず | 参戦せず | 参戦せず | 参戦せず |
| 2014     | セリエD | 参戦せず | 参戦せず | 参戦せず | 参戦せず | 参戦せず | 参戦せず | 参戦せず | 参戦せず |
| 2015     | セリエD | 参戦せず | 参戦せず | 参戦せず | 参戦せず | 参戦せず | 参戦せず | 参戦せず | 参戦せず |
| 2016     | セリエD | 20位     | 13       | 8        | 4        | 1        | 3        | 17       | 7        |
| 2017     | セリエD |          |          |          |          |          |          |          |          |

## 歴代所属選手
- パウロ・ランゲル・ド・ナシメント・ゴメス 2010-2011
- ヘイデルソン・レイチ・リマ 2011
- ルーカス・ゴメス・ダ・シウヴァ 2011